# Номиное
Номиное или Номеное (фр. Nominoë, бретонски: Nevenoe; умро 7. марта 851) био је први војвода Бретање који је владао од 846. до своје смрти. Бретонци га сматрају оцем отаџбине (pater patriae, Tad ar Vro).

## Долазак на престо
После распада Каролиншког царства, у Ингелхајму је маја 831. одржана општа скупштина. Вероватно је тамо Номиное добио од цара Лудвига Побожног власт над Бретонцима, другим речима над „готово целом“ Бретањом. Регино из Прима у својој чувеној хроници пише под нетачном годином 837:

Murmanus rex Brittonum moritur et Numenoio apud Ingelheim ab imperator ducatus ipsius gentis traditur.

Мурман краљ Бритонаца је умро, а Нуменојо је у Ингелхајму добио од цара власт над истим народом.

Номиное је био одан савезник Лудвига Побожног до његове смрти 840. Помагао га је у неколико грађанских ратова 30-их година. Даровао је манастир опатије Редон и наредио монасима да се моле за Лудвига с обзиром на његову побожност. Његово седиште налазло се у Вантеу. Две повеље називају га грофом Вана, али није познато када је носио ову титулу, да ли већ 819. или тек 834. Можда није имао никакав посед изван Вана, а његова могућност да скупља приходе у крајевима где се прича бретонски вероватно није била већа него било другог аристократе тих крајева. Након што је раскинуо са својим врховним господаром Главни извор његових прихода био је плен задобијен у препадима франачких крајева и пљачкањем цркава. Био је довољно моћан да изнуди исплату (вергилд) у виду земље од човека који је убио његовог следбеника Катвореа.

## Титулатура
Титула војвода од Бретање је првенствено изум хроничара 10. века. Номиное никада није добио титулу од цара. Цар га је у својим повељама називао само оданим слугом, fidelis, или царским представником, missus imperatoris, што је вероватно титула коју је добио у Ингелхајму. У бретонским повељама од фебруара 833. па надаље, помињу се описни изрази, не и тачан назив положаја.
- Nominoe magistro in Britanniam ("Номоное, господар у Бретањи")
- Nominoe possidente Brittanniam ("Номиное, који поседује Бретању")
- gubernante Nominoe totam Brittanniam ("Номиноје, који управља целом Бретањом")
- Nominoe principe in Brittannia ("Номиное, владар у Бретањи")
- regnante Nominoe in Brittannia ("Номиное, који влада у Бретањи")
- Nominoe duce in Britannia ("Номиное, војвода у Бретањи")
- Nomenoius dux ("војвода Номиное")
- Nominoius princeps ("владар Номиное")
- Nomenogius Britto ("Бретонац Номиное")

## Лојалност и разлаз са Лудвигом Ћелавим
Номиное је у почетку имао пријатељске односе са Карлом Ћелавим, који је наследио Лудвига 840. Усред побуне у Неустрији, Карло је послао изасланство из Ле Манса, „желећи да зна да ли је спреман да се потчини његовој власти“. Номиное је пристао и заклео се Карлу на верност. Из Нитхардових речи јасно произлази да је Номиное био исувише моћан да се покори. Касније 841. одбио је да учини овај гест новом цару Лотару I, који је полагао право на Неустрију. Номиное је остао веран Карлу и током наредне године. Чак је даровао опатију Редон милостињом коју је наменио краљу 25. јануара 842. Извесно је да су Бретонци, као и Гасконци, присуствовали давању заклетви у Стразбуру.
У лето 843. Лотар или вероватно његов присталица Ламберт II од Нанта успео је да убеди Номиноа да напусти Карла и пређе на цареву страну. Номиное је од тада Карлов стални непријатељ и његовој власти у Неустрији. Често је радио у сагласности са Лотаром, Ламбертом и Пепином II Аквитанским. Бретонци су се борили под Ламбертом у Неустрији. Када је јуна 844. Карло опседао Тулуз, Номиное је продро у Мен и опљачкао га. Новембра 843. Карло је кренуо на Рен да примора Бретонце на предају, али му то није успело поћи за руком. 
На синоду у Јицу октобра 844. којим је председавао Карлов стриц Дрого из Меца, епископи су Нимоноу, Ламберту и Пеопину понудили избор: или да се поново закуну на верност Карлу или у супротном могу да рачунају на напад. Ламберт и Пепип су се повиновали наређењима франачких епископа, али не и Номиное. Међутим, неки Бретонци су били у дослуху са Карлом против њега. Краљ је покушао да уђе у Бретању и помогне Номиноевим неистомишљеницима, али безуспешно. Поражен је у бици код Балона, северно од Редона преко Вилена 22. новембра 845. Вероватно је у Вантеу Номиноева власт ослабљена после раскида са Карлом 843. Лупус из Феријера извештава о немиру у Бретањи у ово време.
Према Бертинским аналима, Номиное је ратовао с Викинзима 844. и 847.

## Обнављање заклетве верности и поновна побуна
У лето 846. Карло је кренуо на Бретању. Поново није предузео никаква војна дејства. Напротив, склопио је мир са Номиноем и изменио заклетве. Појединости мировног споразума су непознате, али Пруденције из Троја употребљава титулу војвода (dux) први пут у овом контексту. То указује да је Номиное именован за војводу Бретонаца у замену за признавање Карлове власти. Осим тога, Карло је уклонио Ламберта из Нанта и тако омогућио Номиноу власт у Сансу.
До Божића, Номиноеви Бретонци су поново харали Неустријом, овај пут у близини Бајеа. На то их је вероватно подстицао Лотар. Наиме Лотар, Карло и њихов брат Лудвиг Немачки састали су се у Мерсену фебруара 847. и договорили се да Номиноу и Пепину II нареде да престану ратовати против Карла. Номиное, кога је вероватно Лотар платио, није престајао с пљачкањем, нити је Пепин. У двама походима у пролеће и јесен 849. Карло је био у Аквитанији, а Номиное је искористио прилику да опљачка Неустрију. Карло је вратио Ламберта у Нанту након што је Номиное напао Анжу.
Године 850. Ламберт и његов брат Варнар обновили су пријатељство са Номиноем, па су заједно пљачкали Мен. Према Фонтенелској хроници, у томе су показали „неописиву ревност“. У августу Карло је кренуо у Рен, опет избегавши сукоб. Поставио је посаду у Рену и Нанту. Чим је напустио Нант, Ламберт и Номиное савладали су посаде и заробили новог грофа Нанта, Амалрика. Дана 7. марта 851. Номиное је умро у близини Вендома, док је пустошио Нанте и Анжу. Сахрањен је у опатији Редон. Наследио га је син Ериспое, кога је добио у браку са Аргентелом. Номиное је био зачетник политичке традиције у Бретањи која до тада није постојала. Мада његове повеље нису подражавале каролиншке, његови наследници ће у својим повељама имитирати каролиншки језик као израз легитимизације своје власт.